# Walter Gilbert
Walter Gilbert (21 de març de 1932 Boston, EUA) és un físic, bioquímic i professor universitari estatunidenc guardonat amb el Premi Nobel de Química l'any 1980.

## Biografia
Va estudiar física, química i matemàtiques a la Universitat Harvard. Posteriorment realitzà el doctorat en matemàtiques a la Universitat de Cambridge i en bioquímica a Harvard, on fou professor de biologia molecular.

## Recerca científica
La seva contribució a la determinació de les seqüències de base dels àcids nucleics li va valer el Premi Nobel de Química de l'any 1980, que va compartir amb el seu compatriota Paul Berg i el britànic Frederick Sanger. Gilbert i Sanger van ser guardonats pel seu treball pioner en la determinació de la seqüència de nucleòtids dels àcids nucleics.
Posteriorment Gilbert va proposar per primera vegada la hipòtesi del “món d'ARN” per a l'origen de la vida, model proposat per Carl Woese l'any 1967.

## Dissidència pel que fa a la sida
Gilbert és un dissident sobre la vinculació entre el virus de la immunodeficiència humana i la malaltia de la sida, acceptada per la majoria de la comunitat científica mundial. Gilbert considera que el doctor Peter Duesberg té raó en les seves posicions heterodoxes pel que fa a la malaltia.
| « | '"[Duesberg] té raó en dir que no està provat que la sida sigui provocat pel virus de la sida. No hi ha model animal per a la sida, i sense model animal, un no pot establir els postulats de Koch (per a provar el paper d'alguna cosa que se sospita que és patogen)". | » |

| « | "La comunitat en el seu conjunt no escolta pacientment els crítics que adopten punts de vista alternatius. Encara que la gran lliçó de la història és que el coneixement es desenvolupa a través del conflicte entre punts de vista". | » |